# J.W. Marckmann
Jørgen Wilhelm Marckmann (født 21. september 1804 i Rønne, død 11. juli 1861) var en dansk præst og politiker.
Marckmann var student fra Rønne Latinskole 1823 og blev cand.theol. i 1829. Han underviste i religion og dansk på Borgerdydskolen på Christianshavn 1829-1832 og i historie på skolen fra 1842. Han blev kateket ved Frue Kirke i København 1831 og residerende kapellan ved Frelsers Kirke på Christianshavn 1844. I 1849 blev han sognepræst i Højen-Jerlev Sogne syd for Vejle og året efter i Hoptrup Sogn.
Han var aktiv i Trykkefrihedsselskabet og dets næstformand i 1841. Marckman stillede op til valget til Den Grundlovgivende Rigsforsamling i København 6. distrikt, men tabte til Visby. Han vandt til gengældt over Orla Lehmann ved suppleringsvalget i Bornholm Amts 2. distrikt (Aakirkeby) som blev afholdt da Madvig nedlagde sit mandat omkring måned senere efter at være blevet minister. Marckmann var også medlem af Folketinget valgt i Vejle Amts 2. valgkreds (Koldingkredsen) 1849-1852. Han genopstillede ikke i 1852 eller senere.